# Maglia rosa

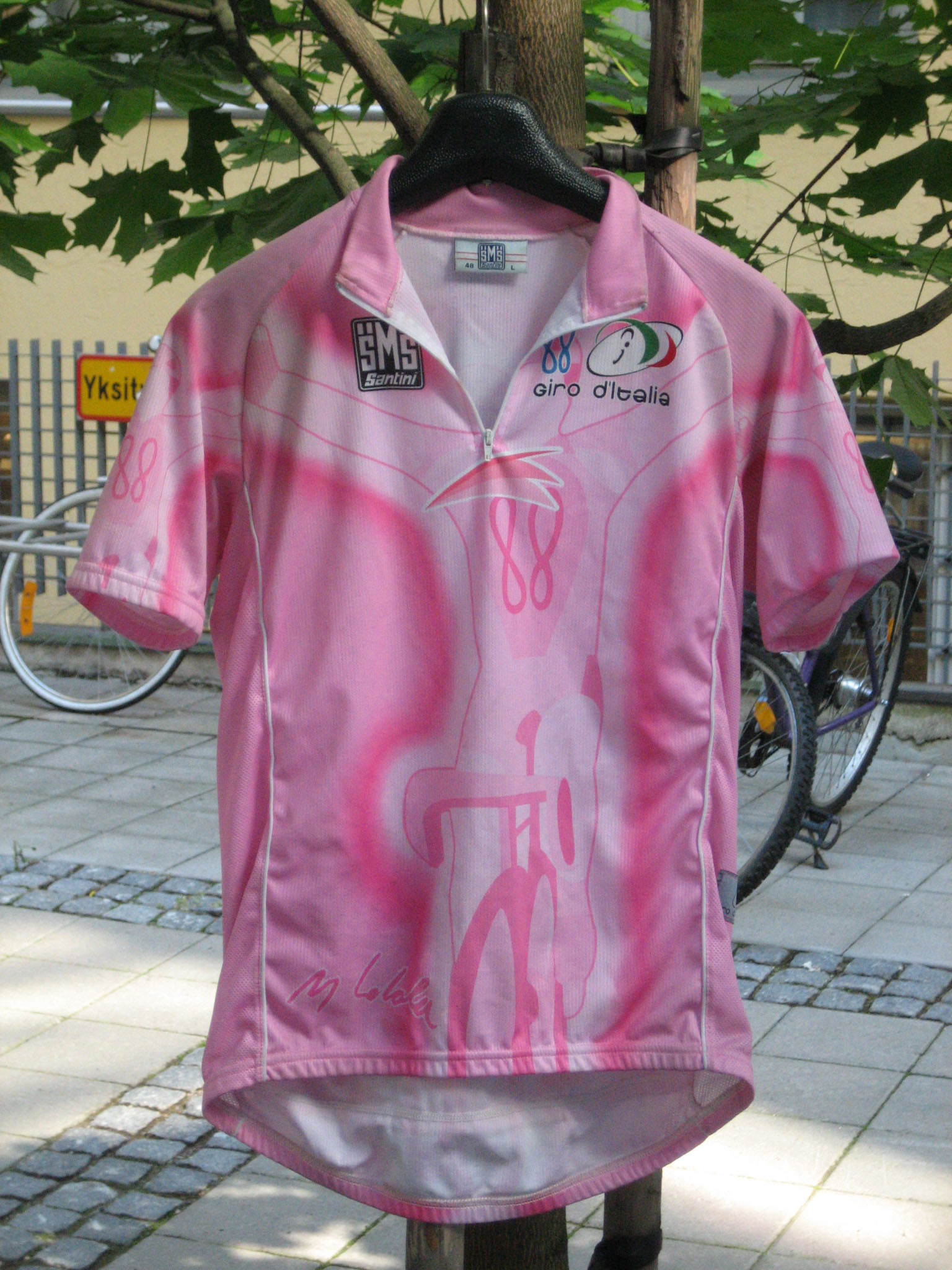
Maglia Rosa

Maglia Rosa (wł. różowa koszulka) – nazwa koszulki noszonej przez lidera klasyfikacji generalnej kolarskiego wyścigu etapowego Giro d’Italia. Jest sponsorowana przez dziennik La Gazzetta dello Sport i przyznawana jest liderowi po każdym etapie wyścigu. Kolor koszulki został ustalony w roku 1931 i wziął się od koloru papieru na jakim drukowana jest La Gazetta.... Pierwszym kolarzem, który założył koszulkę był Learco Guerra, który wygrał pierwszy etap 19. edycji Giro, z Mediolanu do Mantui.
Rekord największej liczby dni w maglia rosa należy do Eddy Merckxa, który nosił różowy trykot łącznie przez 77 dni.